# Ксанти (футбольный клуб)
«Шкода Ксанти» (греч. Π.Α.Ε. Skoda Ξάνθη Αθλητικός Όμιλος) — греческий футбольный клуб, представляющий в чемпионате своей страны город Ксанти. По городу базирования клуб обычно называют просто «Ксанти». Ранее клуб носил имя «АС Ксанти», современное название клуб получил, после того как в 1992 году он был куплен фирмой-импортёром автомобилей марки «Шкода». «Ксанти» трижды, в сезонах 2001/02, 2005/06, 2006/07, принимал участие в розыгрыше Кубка УЕФА. Наивысшим достижением команды в чемпионате Греции, является четвёртое место в сезоне 2004/05.
В 2020 году покинул Суперлигу. После сезона 2021/22 в Суперлиге 2, в сентябре 2022 года, вышел из состава лиги из-за финансовых проблем.

## Достижения
- Финалист Кубка Греции: 2014/15